# Dècada del 1340

## Esdeveniments
- Europa arriba als 74 milions d'habitants, dels 442 estimats al planeta
- Continua la Guerra dels Cent Anys
- Noves epidèmies de pesta a Àsia i Europa
- Auge de l'aristocràcia romana d'Orient en detriment del poder imperial

## Personatges destacats
- Alfons XI de Castella
- Francesco Petrarca
- Pere el Cerimoniós
- Guillem d'Occam